# Ommatius pumilus
Ommatius pumilus là một loài ruồi trong họ Asilidae. Ommatius pumilus được Macquart miêu tả năm 1847. Loài này phân bố ở vùng Tân nhiệt đới.